# Église Saint-Pierre de Saint-Pierre-de-Semilly
L'église Saint-Pierre de Saint-Pierre-de-Semilly est un édifice catholique, du premier quart du XIIe siècle, qui se dresse sur le territoire de la commune française de Saint-Pierre-de-Semilly, dans le département de la Manche, en région Normandie. L'édifice est partiellement inscrit au titre des monuments historiques.

## Localisation
L'église est située dans le bourg de Saint-Pierre-de-Semilly, dans le département français de la Manche.

## Historique
L'église date du XIIe siècle.

## Description
L'église correspond au schéma roman ou proto-gothique d'un petit groupe régional bien caractérisé de petite église du Cotentin, dite « école de Lessay », avec notamment celles de Martinvast et Octeville, où dès le premier quart du XIIe siècle, la croisée d'ogives est appliquée aux voûtements du chœur,. L'église qui date du premier quart du XIIe siècle, est de plan ecclésiole à chevet plat, avec un clocher hors-œuvre, ornée de chevrons, palmettes et de chapiteaux historiés.

## Protection
Le portail est inscrit au titre des monuments historiques par arrêté du 9 juillet 1927.

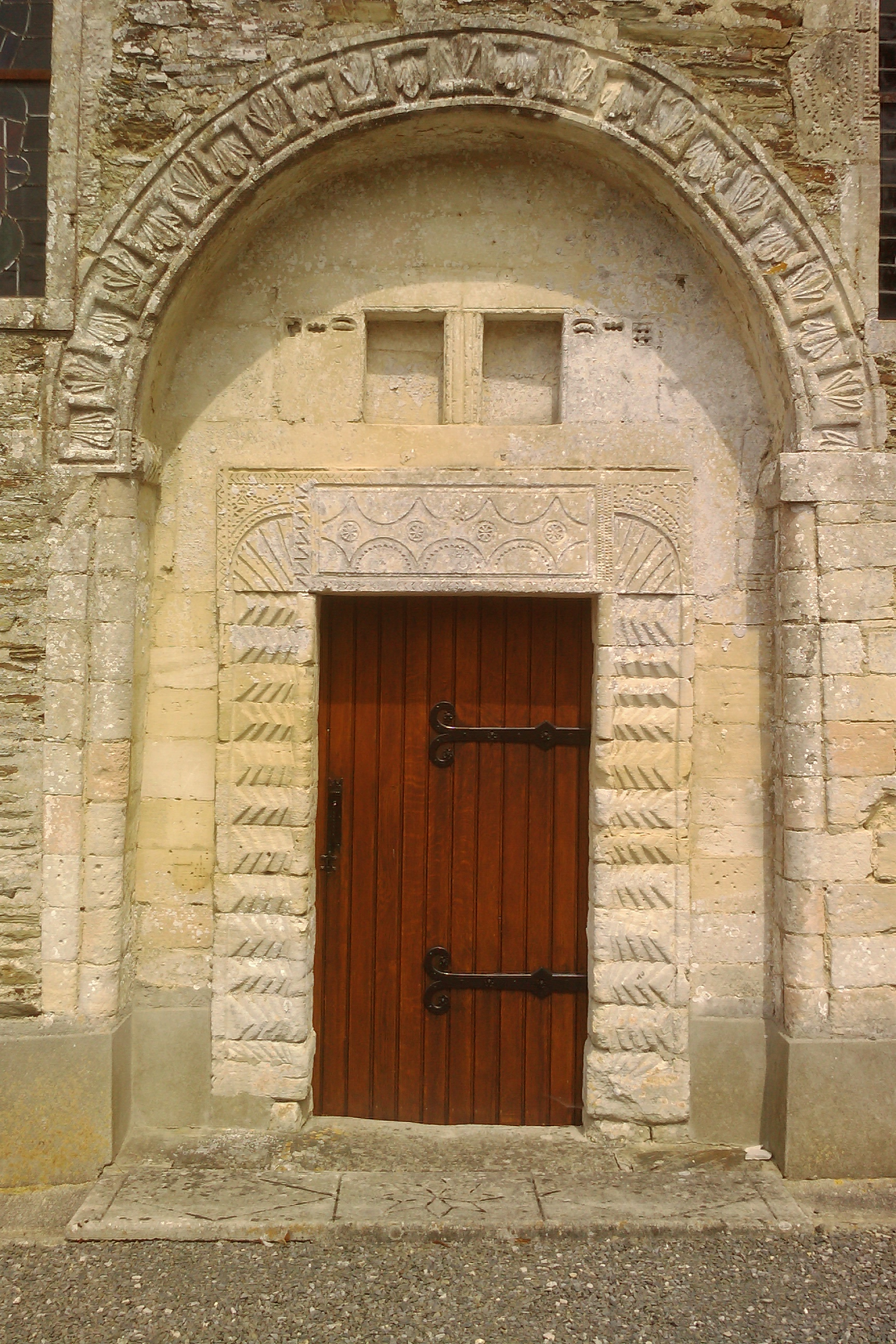
Le portail latéral sud.
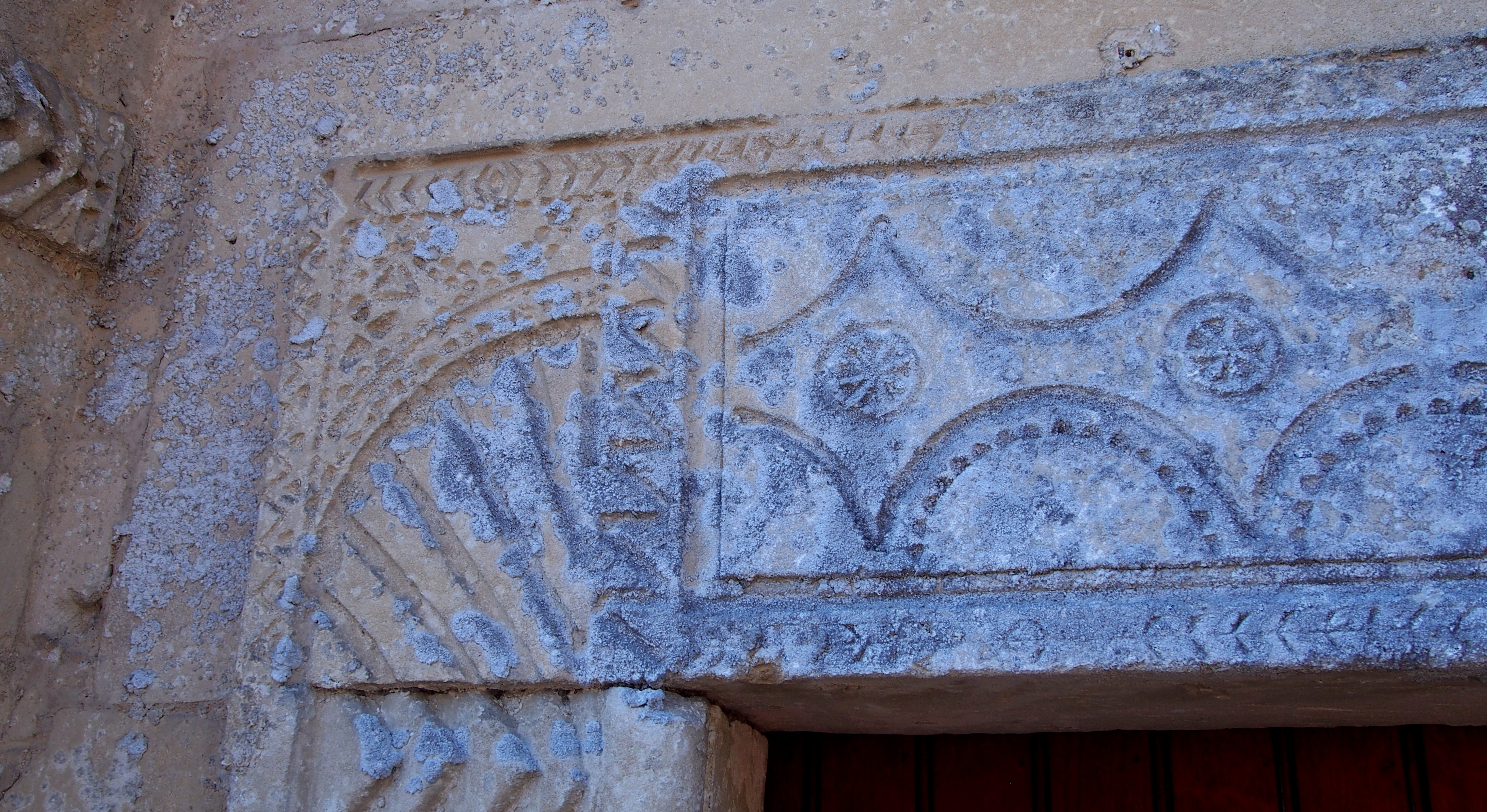
Le linteau du portail latéral sud.
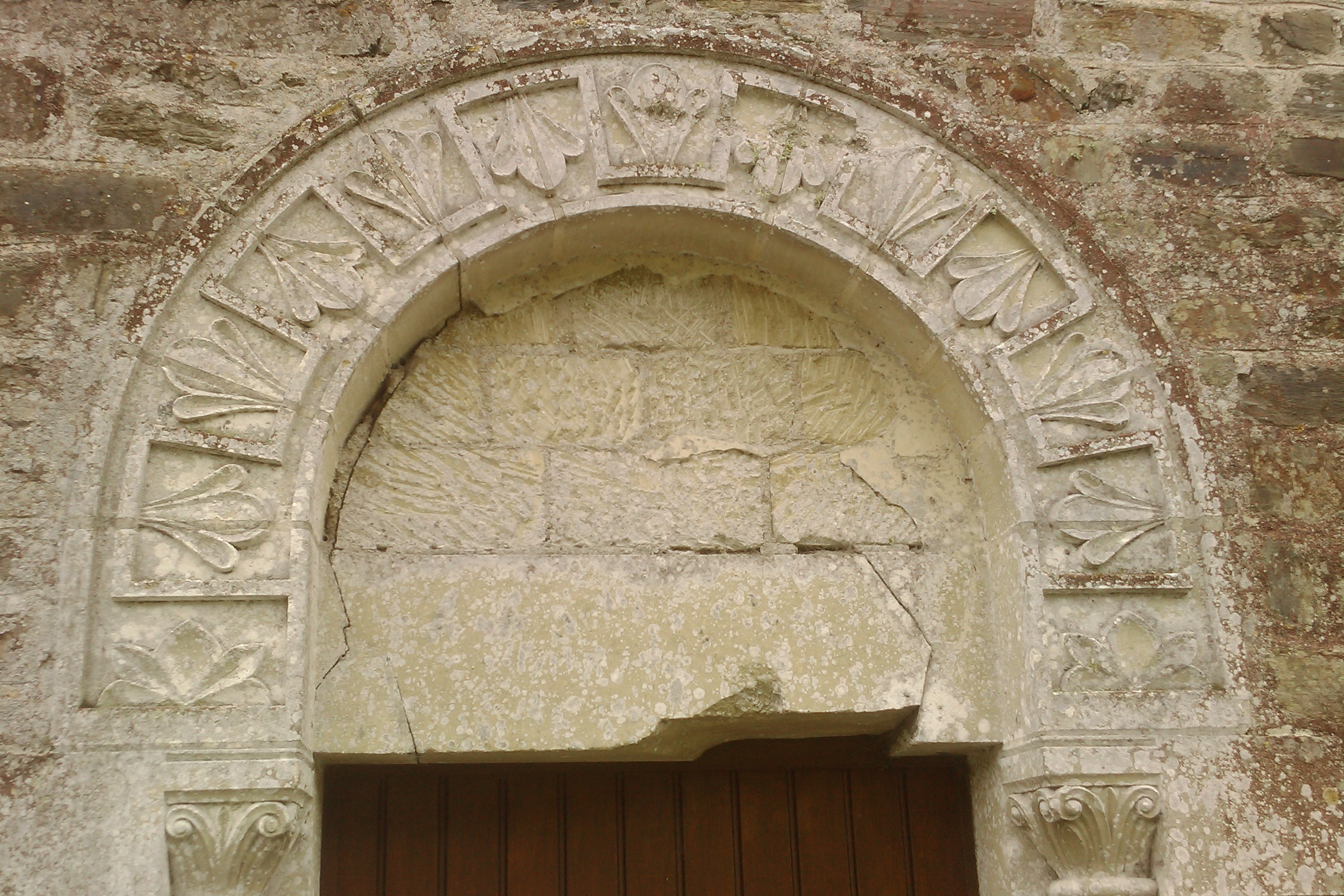
Arc d'une autre porte.
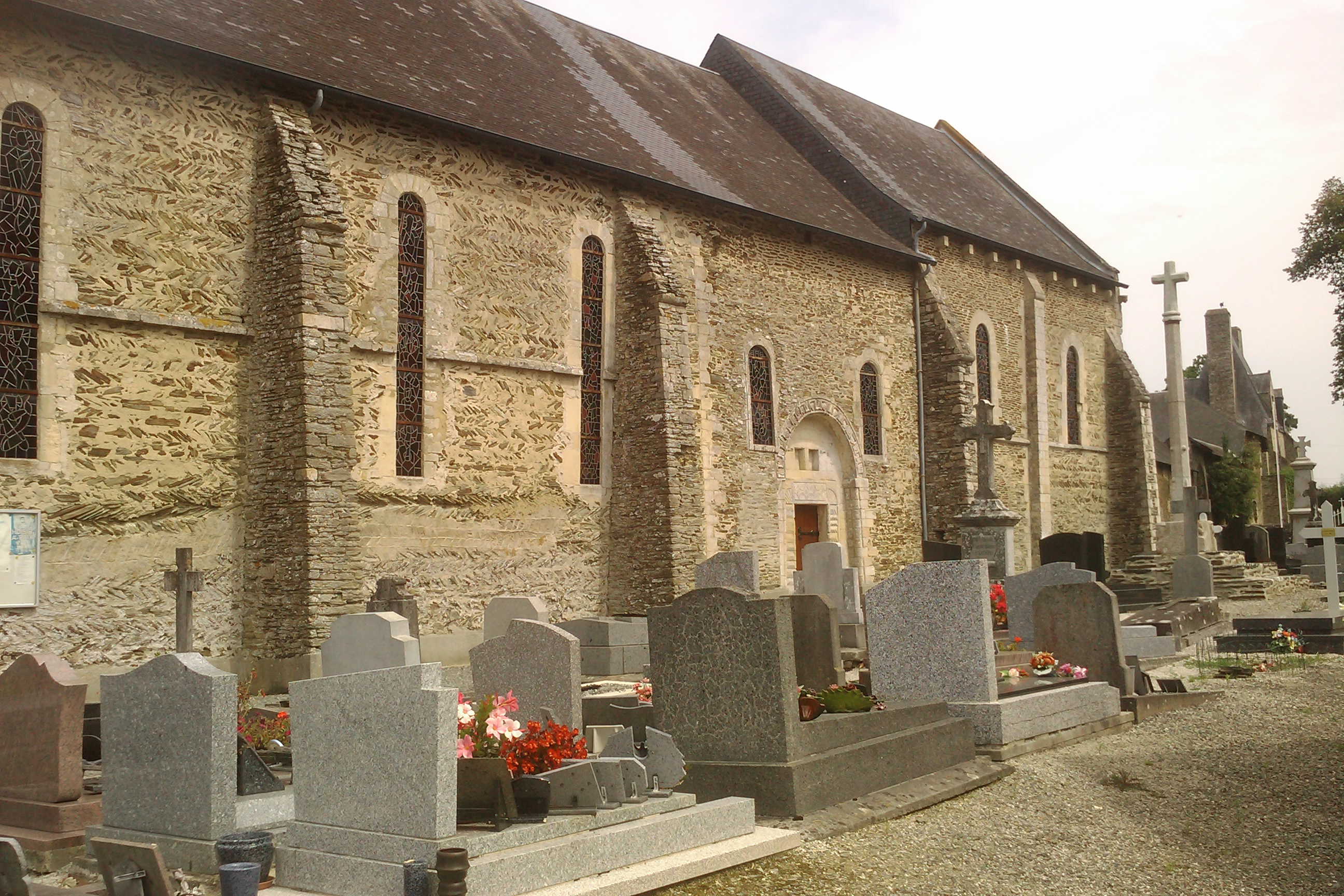
La façade sud.